# Viktoria (loża wolnomularska)
Viktoria (łac. Zwycięstwo) – dawna loża wolnomularska Niemców wyznania mojżeszowego, której siedziba mieściła się w Görlitz.
Jej numer rzymski oraz tzw. numer loży nie są jednak znane.